# 니시노우에 하야토
니시노우에 하야토(일본어: 西埜植 颯斗, 1996년 2월 21일~)는 일본의 축구 선수이다.

## 구단 경력
그는 2018년 일본 풋볼 리그의 FC 이마바리에 입단했다. 2019년 J3리그의 후지에다 MYFC로 이적했다. 2020년 일본 풋볼 리그의 베르스파 오이타로 이적했다. 2023년까지 91경기에 출전하여, 1득점을 넣었다.